# Savangia atentaculata
Savangia atentaculata är en kammanetart som beskrevs av Dawydoff 1950. Savangia atentaculata ingår i släktet Savangia och familjen Savangiidae. Inga underarter finns listade i Catalogue of Life.